# توماس أندروز هندريكس
‘’’توماس أندروز هندريكس’’’ (7 سبتمبر 1819 – 25 نوفمبر 1885) هو سياسي أمريكي ومحامي من إنديانا شغل منصب الحاكم السادس عشر على الولاية (1873-77) ومنصب نائب الرئيس الحادي والعشرين للولايات المتحدة (1885). مثل هندريكس ولاية إنديانا في مجلس النواب (1851-55) ومجلس الشيوخ (1863-69). كما مثل مقاطعة شيلبي في الجمعية العامة في إنديانا (1848-50) ومندوبا إلى المؤتمر الدستوري في إنديانا لعام 1851. وبالإضافة إلى ذلك، عمل هندريكس مفوضا للمكتب العام للأراضي (1855-59). حظي هندريكس بشعبية في الحزب الديمقراطي، وكان محافظا ماليا وعرف بأمانته والتزامه بالدستور الأمريكي. دافع عن الموقف الديمقراطي في مجلس الشيوخ خلال الحرب الأهلية الأمريكية وعصر إعادة الإعمار وصوت ضد التعديل الثالث عشر والرابع عشر والخامس عشر للدستور الأمريكي. كما عارض عملية إعادة الإعمار الراديكالية وإبعاد الرئيس أندرو جونسون من منصبه بعد سحب الثقة عنه في الكونغرس.
ولد في هندريكس مقاطعة موسكينكوم في أوهايو، وانتقل إلى إنديانا مع والديه في عام 1820؛ استقرت الأسرة في مقاطعة شيلبي في عام 1822. تخرج من كلية هانوفر في عام 1841، ودرس القانون في شيلبيفيل، إنديانا وتشامبرزبورغ، بنسلفانيا.أدخل في سجل المحاماة في إنديانا عام 1843، وبدأ مزاولة المهنة في شيلبيفيل، وانتقل إلى إنديانابوليس في عام 1860، وأنشأ مكتب محاماة خاص مع أوسكار هورد في عام 1862. تطورت الشركة إلى مؤسسة بيكر ودانيالز، إحدى أهم مؤسسات المحاماة في الولاية. ترشح هندريكس أيضا لانتخابات حاكم ولاية إنديانا ثلاث مرات (وكان عمه وليام هندريكس الحاكم الثالث على الولاية)، ولكنه فاز مرة واحدة فقط. كان هذا في المحاولة الثالثة والأخيرة عام 1872، حيث هزم هندريكس الجنرال توماس براون بفارق 1,148 صوتا. وقد تميزت فترة ولايته بتحديات عديدة، بما في ذلك أغلبية الجمهوريين القوية في الجمعية العامة في إنديانا، والذعر الاقتصادي لعام 1873، والكساد الاقتصادي. وكان أهم ما تركه هندريكس خلال فترة ولايته هو بدء المناقشات لتمويل بناء مجلس ولاية إنديانا الحالي، والذي اكتمل بعد أن ترك منصبه. تم وضع نصب تذكاري لهندريكس في الركن الجنوبي الشرقي من أرض المجلس في عام 1890.
كان هندريكس ضمن الحزب الديمقراطي طوال حياته، ورشحه حزبه لمنصب نائب رئيس الولايات المتحدة مع حاكم نيويورك صامويل تيلدن الذي كان المرشح الرئاسي في الانتخابات الرئاسية المثيرة للجدل التي جرت عام 1876. ورغم فوز تيلدن وهندريكس في الانتخابات الشعبية، فقد هزما بفارق صوت واحد في المجمع الانتخابي أمام المرشح الرئاسي الجمهوري رذرفورد هايز ونائبه وليام ويلر. قبل هندريكس ترشيحه لمنصب نائب الرئيس خلف غروفر كليفلاند في انتخابات 1884 رغم تدهور حالته الصحية. فاز كليفلاند وهندريكس في الانتخابات، ولكن هندريكس شغل منصب نائب الرئيس لحوالي ثمانية أشهر، وذلك من 4 مارس 1885 وحتى وفاته في 25 نوفمبر من تلك السنة في إنديانابوليس. دفن في مقبرة كراون هيل في إنديانابوليس.

## نشاته وتعليمه
وُلد هيندريكس في 7 سبتمبر 1819 في مقاطعة مسكينغم أوهايو قرب شرق فولتونهام وزانيسفيل. كان ثاني ثمانية أولاد وُلدوا لجون وجين (دوك) هيندريكس. كان والده من بنسلفانيا، وكانت والدته من فرجينيا.
في عام 1820 انتقل هيندريكس مع والديه وأخيه الأكبر إلى ماديسون في مقاطعة جيفرسون إنديانا، بناءً على إلحاح عم توماس، ويليام هندريكس، السياسي الناجح الذي شغل منصب نائب في مجلس النواب وسيناتور أمريكي (1825-1837) وحاكمٍ ثالث لإنديانا (1822-1825). استقرّت أسرة توماس في البداية في مزرعة قرب منزل عمّه في ماديسون، وانتقل إلى مقاطعة شيلبي إنديانا في عام 1822. انخرط والد هندريكس، مزارع ناجح أدار متجرًا عامًا، في السياسة، واشتمل انخراطه على تعيينه من قبل الرئيس أندريو جاكسون كنائب مسّاح للأراضي العامة في منطقته. زار قادة الحزب الديمقراطي في إنديانا منزل آل هيندريكس في شيلبيفيل في كثير من الأحيان، ومنذ صغره نشأ هيندريكس للدخول في السياسة.
التحق هيندريكس بالمدارس المحلية (إكليريكية مقاطعة شيلبي وأكاديمية غرينسبورغ). وتخرّج من جامعة هانوفر في هانوفر، إنديانا عام 1841 في الفئة ذاتها مع ألبيرت ج بورتر، أيضًا حاكم مستقبلي لإنديانا. بعد الجامعة قرأ هيندريكس القانون مع القاضي ستيفين ماجور في شيلبيفيل، وفي عام 1843 التحق بدورة للقانون مدتها ثمانية أشهر في مدرسة أدارها عمه، القاضي أليكساندر تومسون في تشامبرسبورغ، بنسلفانيا. عاد هيندريكس إلى إنديانا، وقُبل في جماعة المحامين عام 1843، وأسّس مكتب محاماة خاص في شيلبيفيل.

## الزواج والأسرة
تزوج هيندريكس من إيليزا كارول مورغان من قرية نورث بيند، أوهايو في 26 سبتمبر 1845 بعد علاقة استمرت عامين. التقى الثنائي حينما كانت إيليزا تزور أختها المتزوجة، السيدة دانييل ويست في شيلبيفيل. وُلد الابن الوحيد للثنائي، وسُمّي مورغان، في 16 يناير 1848 وتوفي عام 1851 عن عمر ثلاث سنوات. انتقل توماس وإيليزا هندريكس إلى إنديانا عام 1860 وأقاما منذ عام 1865 حتى عام 1872 في شارع ساوث نيو جيرسي، يُعرف الآن ببيت بايتس-هيندريكس.

## المسيرة السياسية الباكرة
بقي هيندريكس ناشطًا في المجتمع القانوني وفي سياسات الدولة والسياسات الوطنية منذ أربعينيات القرن التاسع عشر حتى وفاته عام 1885.

### مؤتمر إنديانا الدستوري والتشريعي
بدأ هيندريكس مسيرته السياسية عام 1848، حين شغل منصب نائب في مجلس نواب إنديانا بعد هزمه مارتين م راي، مرشحة الحزب اليميني. كان هيندريكس أيضًا واحدًا من مندوبَي مقاطعة شيلبي إلى مؤتمر إنديانا الدستوري في عامي 1850-1851. شغل منصبًا في لجنة أنشأت منظمة مقاطعات وبلدات الدولة وقضى في شؤون الضرائب والحصة المالية لدستور الدولة. ناقش هيندريكس أيضًا شروط صلاحيات عدة مناصب وحاجج لصالح سلطة قضائية قوية ولإلغاء هيئة المحلفين الكبرى.

### عضو في الكرنغوس الأمريكي
مثّل هيندريكس إنديانا كديمقراطي في مجلس النواب الأمريكي (1851-1855) في الكونغرسين الثاني والثلاثين والثالث والثلاثين منذ 4 مارس 1851 حتى 3 مارس 1855. كان هندريكس رئيس اللجنة الأمريكية للتعويض الميلي (الكونجرس الثاني والثلاثين) وشغل منصبًا في اللجنة الأمريكية لمعاشات العجز (الكونغرس الثالث والثلاثين). دعم مبدأ سيادة الشعب وصوّت لصالح قانون كانساس-نيبراسكا لعام 1854، الذي وسّع العبودية إلى الأقاليم الغربية للولايات المتحدة. كلا المنصبين كانا غير محبّبين في منطقة هيندريكس الأم في إنديانا وأديا إلى هزيمته في حملة إعادة انتخابه في الكونغرس عام 1854.

### مفوض مكتب الأراضي
في عام 1855 عيّن الرئيس فرانكلين بيرس هيندريكس مفوضًا لمكتب الأراضي العام في واشنطن دي سي. كان إشرافه على 180 من الكتّاب وتراكم قضايا العمل لمدة أربع سنين عملًا كثير المطالب، خصيصًا في وقت كان التوسع غربًا يعني أن الحكومة كانت تمرّ بواحدة من أطول فتراتها من مبيع الأراضي. خلال فترته، أصدر مكتب الأراضي 400 ألف سند امتياز أرض وسوّى 20 ألف قضية أرض متنازع عليها. على الرغم من أن هيندريكس اتخذ آلاف القرارات المتعلقة بقضايا أراضٍ متنازع عليها، نُقض القليل منها فقط في المحكمة، إلا أنه في الحقيقة تلقّى بعض النقد: «كان المفوض الأول الذين لم يكن يمتلك أي خلفية أو مؤهلات للمهنة....بعض الاحكام والرسائل خلال فترة هيندريكس لم تكن صحيحة».
استقال هيندريكس كمفوض لمكتب الأراضي في عام 1859 وعاد إلى مقاطعة شيلبي، إنديانا. لم يسجَّل سبب مغادرته، غير أن الأسباب المحتملة ربما كانت خلافاتٍ في الرأي مع الرئيس جيمس بيوكانان، خلف بيرس.

## روابط خارجية
- توماس أندروز هندريكس على موقع الموسوعة البريطانية (الإنجليزية)
- توماس أندروز هندريكس على موقع إن إن دي بي (الإنجليزية)